# Тринадцять десертів

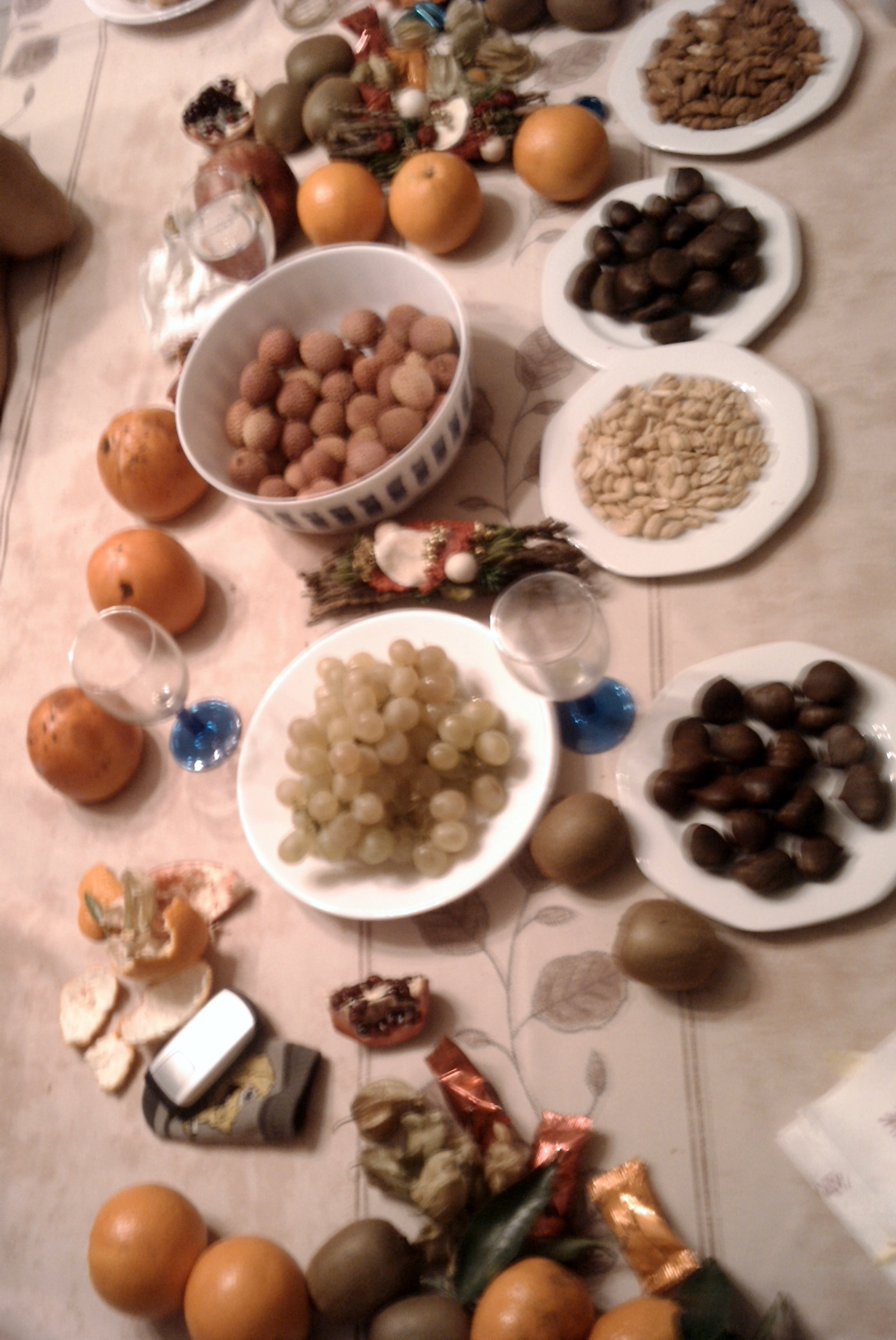
Тринадцять десертів

Тринадцять десертів (фр. treize desserts, окс. calenos) — традиційна складова різдвяної трапези в Провансі. До тринадцяти десертів входять фрукти, горіхи та кондитерські вироби. Виникнувши у 20-х роках XX століття, традиція залишається широко популярною й у наш час.

## Історія
Однією з традицій різдвяного святвечора у Провансі є святкова вечеря — так звана gros souper. Важливу роль у ньому грає числова символіка: так, страв зазвичай подається сім, на згадку про сім скорбот Богородиці. Десертів тринадцять — це число символізує Христа і дванадцять його апостолів, що зібралися за столом під час Таємної вечері. Десерти дозволяють заповнити час в очікуванні різдвяної меси; потім вони залишаються на столі ще протягом трьох днів, і, згідно з традицією, всі члени сім'ї повинні скуштувати кожен з них.

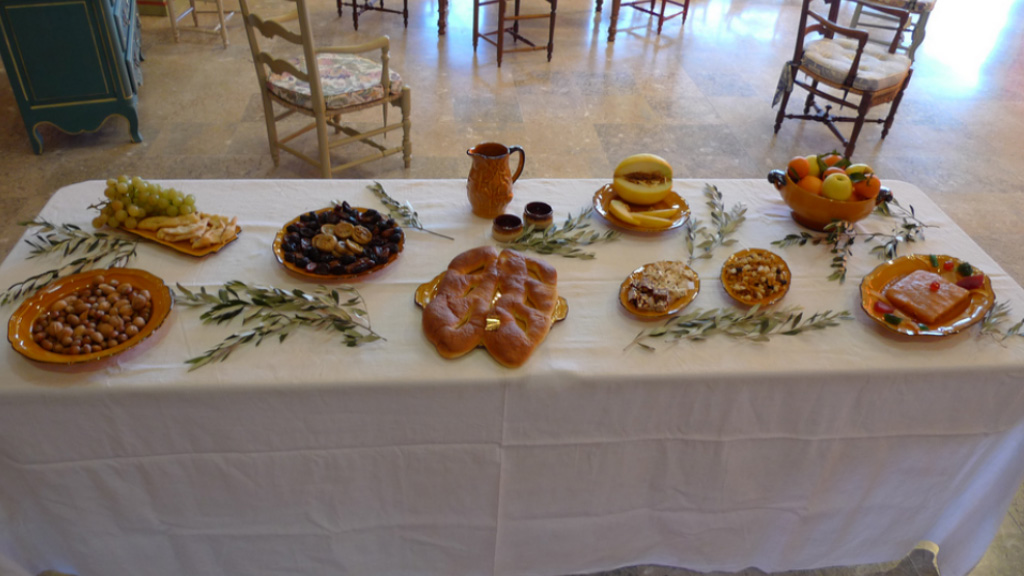
Накритий стіл із десертами

Велика кількість десертів на провансальському різдвяному столі відзначається щонайменше з XVIII століття, проте число 13 у старовинних джерелах не фігурує. Перші згадки про нього відносяться лише до 1920-х років. Очевидно, ключову роль у створенні та популяризації традиції відіграли фелібри: учасники літературного руху, які мріяли відродити мову та культуру Провансу. Один із них, Жозеф Фаллен, написав у різдвяному випуску газети La Pignato, що десертів на різдвяному столі має бути саме тринадцять; він же вперше склав їх перелік, що включав 25 можливих варіантів. До 1930-х років традиція закріпилася; водночас у побут увійшло і сам вираз «тринадцять десертів» (до цього їх називали просто calenos).
В наш час тринадцять десертів є одним із кулінарних символів Провансу. Як правило, вони розміщуються на трьох серветках, в оточенні трьох свічок — число три символізує Святу Трійцю. Крім того, на стіл ставляться три блюдця з пророщеною пшеницею, посіяною заздалегідь — 4 грудня, у день святої Варвари.

## Десерти
Різдвяні десерти можуть різнитися залежно від місцевості; загалом налічується близько 55 варіантів. До їх числа входять фрукти (сушені та свіжі), горіхи, солодка випічка та цукерки. Неодноразово робили спроби встановити «канонічний» список тринадцяти десертів. За версією Провансальського музею, до нього повинні входити яблука, груші, зелена диня, виноград, горобина, біла нуга, чорна нуга, волоські горіхи, мигдаль, фундук, сушені фініки, родзинки та pompe à l'huile). Власний список запропонував у 1998 році й Екс-ан-Прованс: до нього також входять фініки, виноград, диня, чорна та біла нуга, pompe à l'huile ; горіхи та родзинки об'єднані під загальною назвою «четверо жебраків» (див. нижче); замість горобини, яблук і груш фігурують апельсини або мандарини та айвовий мармелад. Однак практика показує, що більшість жителів Провансу цих списків суворо не дотримується..

### Фрукти та горіхи
Фрукти завжди посідали особливе місце серед тринадцяти десертів. Як правило, для різдвяного столу використовувалися місцеві фрукти, які сім'я запасала на зиму і зберігала у підвалі чи горищі. Це могли бути яблука, груші, дині, виноград, інжир. Однак деякі вважали, що на різдвяний стіл не личить ставити звичайні, повсякденні продукти, і замінювали вищеперелічене апельсинами та фініками  (фініки символізували Христа, що з'явився зі Сходу ). Зараз існують дві протилежні думки: прихильники традицій вважають, що екзотичні фрукти (за винятком апельсинів та фініків) недоречні на різдвяному столі; інші вважають, що можна використовувати будь-які фрукти, у тому числі ківі, манго та ананас. Фрукти можуть також бути присутніми на столі у вигляді варення або мармеладу; традиційним вважається айвовий мармелад.

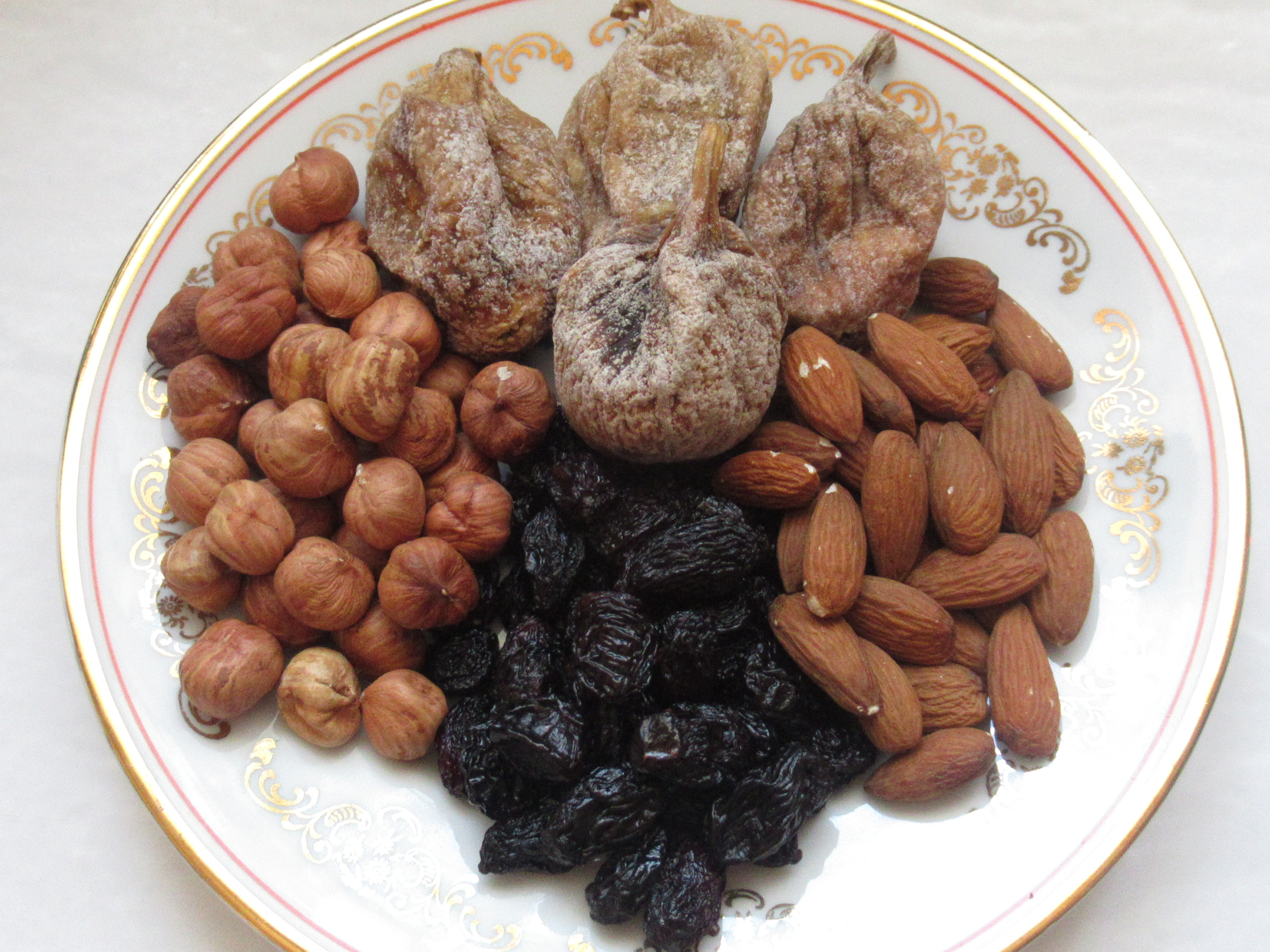
«Четверо жебраків»

Неодмінним компонентом тринадцяти десертів є так звані «четверо жебраків» (фр. quatre mendiants або окс. pachichòis) — фрукти та горіхи, що символізують чотири злиденних чернечих орденів. Колір кожного з них асоціюється з кольором ряси ченців відповідного ордену: горіхи (волоські або лісові) символізують августинців ; сушений інжир — францисканців ; мигдаль — кармелітів ; світлі родзинки — домініканців. У наш час словом mendiant називають також кондитерський виріб — шоколадний диск, прикрашений відповідними інгредієнтами.
Крім того, фрукти та горіхи об'єднуються в десерті, званому «нуга капуцину» (фр. nougat du capucin) або «нуга бідняка» (фр. nougat du pauvre). Він являє собою інжир, начинений волоським горіхом або мигдалем.

### Випічка
Обов'язковою складовою тринадцяти десертів є так звана «pompe à l'huile» (дослівно «помпа для олії»). Вона печеться з пшеничного борошна з додаванням оливкової олії; можливо, її назва пояснюється здатністю борошна вбирати масло. Крім того, «pompe à l'huile» ароматизується флердоранжем. Згідно з традицією, її потрібно не різати, а ламати руками, подібно до того, як Христос розламував хліб під час Таємної вечері. Зазвичай її їдять наприкінці трапези, вмочуючи у вино.
Інші види випічки можуть змінюватись: популярні пончики, оладки з яблуками, печиво на зразок хмизу, пиріжки з кедровими горіхами і так звані oreillettes . Останні являють собою хрумке печиво, яке випікається на вершковому маслі й посипається цукровою пудрою. У Гриньяні заведено пекти особливий солодкий пиріг зі шпинатом.

### Кондитерські вироби

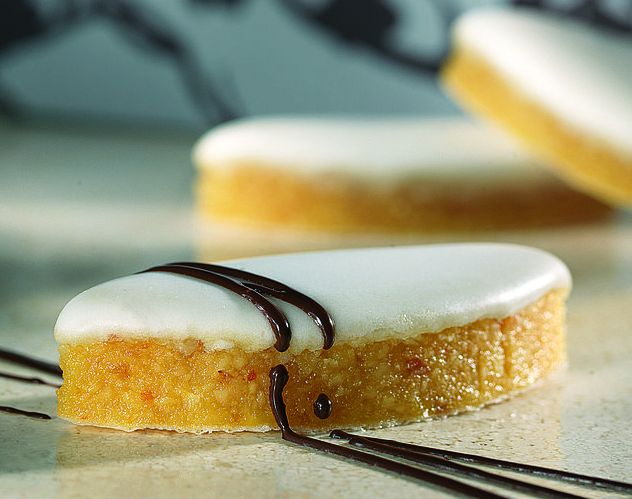
Каліссони

До десертів, обов'язкових на різдвяному столі, входить нуга. Нуга — традиційні провансальські ласощі, відомі з Х століття. З XVIII століття вона входить до числа найбільш популярних різдвяних солодощів у Провансі. Зазвичай подаються два її різновиди — біла і чорна — які символізують грішників, що каються.
В Екс-ан-Провансі серед тринадцяти десертів неодмінно присутні каліссони — цукерки, що здавна виробляються в цьому місті. До їх складу входять мигдаль, зацукрована диня та флердоранж.
Крім того, серед тринадцяти десертів можуть бути шоколад, льодяники, драже та інші солодощі.